# Travers Island
Travers Island est une ancienne île de New Rochelle dans le Long Island Sound aux États-Unis, une des îles Pelham.

## Géographie
L'île, à l'origine unie par une chaussée au continent, comprend une étendue de trente acres dans le port inférieur de New Rochelle, située entre Neptune Island, Glen Island et l'île Hunter à New York dans le Pelham Bay Park. L'étroite bande d'eau qui en faisait à l'origine une île a finalement été comblée, transformant cette étendue en péninsule,,.

## Histoire
Travers Island sert actuellement de résidence d'été au New York Athletic Club. Elle a accueilli les championnats américains de cross-country en 1903, 1905 et 1906. L'île porte le nom de William R. Travers (en), un président du New York Athletic Club.